# 3 Monocerotis
3 Monocerotis (również NGC 2142) – gwiazda podwójna znajdująca się w gwiazdozbiorze Jednorożca w odległości ok. 768 lat świetlnych. Skatalogował ją John Herschel 6 stycznia 1831 roku, błędnie podejrzewając ją o posiadanie mgławicy. Jej jasność wynosi 4,92m, czyli jest widoczna nieuzbrojonym okiem.
Główny składnik tego układu to błękitny olbrzym należący do typu widmowego B5 (zob. diagram Hertzsprunga-Russella). W odległości 1,99″ od niego znajduje się druga gwiazda o jasności 8,25m.